# Бандінеллі (торгова марка)
TM Bandinelli (Бандінеллі) — український бренд солодощів, які виготовляються з 2011 року на потужностях ПАТ «Концерн Хлібпром». Головний офіс компанії знаходиться у Львові.

## Діяльність
Географія реалізації TM Bandinelli охоплює всі області України, продукція постачається на експорт та присутня у всіх великих торгових мережах — «Метро», «АТБ-Маркет», «Караван», «Мегамаркет», «Велика Кишеня», «БІЛЛА» (зачинено), «Фуршет» (зачинено), «Novus», «Амстор», «Varus», «Копійка», «Абсолют», «Континент», «ЕКО-маркет», «Бумсіті», «Обжора», «Віртус», «Бімаркет» (зачинено), «Таврія В», «РОСТ», «Парус», «Реал Маркет», «Фора», «Чумацький шлях» тощо.
У 2012 році ТМ Bandinelli отримала нагороду конкурсу «Обличчя міста» в номінації «Львів-гурман». 

## Продукція
Особливістю солодощів Bandinelli є те, що вони містять у своєму складі до 50 % сухофруктів та горіхів.
Асортимент:
- Кантучіні з мигдалем
- Кантучіні з шоколадом та фундуком
- Кантучіні з фісташками
- Кантучіні з кедровим горіхом та шоколадом
- Кантучіні з волоським горіхом та фініком
- Кантучіні з журавлиною
- Міні-кантучіні з мигдалем
- Міні-кантучіні з шоколадом та фундуком
- Міні-кантучіні з фісташками
- Міні-кантучіні з журавлиною
- Амаретті
- Флорентіні з мигдалем та курагою
- Флорентіні з журавлиною
- Флорентіні чорносливом та волоським горіхом
- Флорентіні з родзинками та волоським горіхом
- Подарункова колекція Bandinelli
- Подарункова колекція печива «Кантучіні»
- Пиріг «Панфорте з інжиром, мигдалем та курагою»
- Пиріг «Панфорте з журавлиною, мигдалем та курагою»
- Пиріг «Панфорте з родзинками, мигдалем та курагою»
- Пиріг «Кайзервальд»
- Кростіні з сушеними томатами
- Кростіні з оливками та прованськими травами